# Mimi Reinhardt
Mimi Reinhardt, nacida Carmen Koppel (Wiener Neustadt, 15 de enero de 1915-Herzliya, Israel, 8 de abril de 2022) fue una secretaria austriaca. Trabajó como secretaria de Oskar Schindler y escribió su lista en su máquina de escribir.

## Biografía
Nació en Wiener Neustadt, entonces Imperio austrohúngaro, en el seno de una familia judía. En la Segunda Guerra Mundial, durante la Ocupación de Polonia (1939-1945) fue confinada por el ejército nazi en el gueto de Cracovia y posteriormente enviada al campo de concentración de Plaszów.
Cuando contaba veintisiete años, fue contratada por el empresario alemán Oskar Schindler para trabajar como secretaria (1942-1945) en su fábrica de menaje esmaltado en Cracovia, donde trabajaban 1750 personas. En julio de 1944, con el repliegue del ejército alemán, Schindler trasladó su factoría a Brünnlitz, en la región de los Sudetes. Mimi junto con Mietek Pemper, —secretario del comandante del campo de concentración de Plaszow, Amon Göth—, anotaron los nombres de todos los trabajadores empleados en la fábrica y por tanto son la redactores de la famosa lista de 1944. Ella misma aparece en la famosa lista, en la línea 279 bajo el número de preso 76482: «Weitmann Carmen 15.1.15 mecanógrafa». Weitmann es su apellido de casada. Trabajó allí hasta 1945.

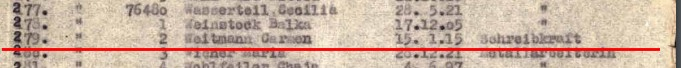
Carmen Weitmann (Mimi Reinhardt), número 279 en la llista de Schindler

En la década de 1990, Mimi Reinhardt fue invitada al estreno en Nueva York de la película La lista de Schindler de Steven Spielberg, pero tuvo que irse antes del comienzo de la proyección al no poder ver el largometraje, porque resultó demasiado dura para ella.
Después de la guerra, Reinhardt se reunió con su hijo Sasha Weitman y ambos se trasladaron a Marruecos, donde Mimi conoció a su segundo marido. La familia se mudó a Nueva York, donde Reinhardt vivió cincuenta años.
En 2007, emigró a Israel para estar junto a su único hijo, Sacha Weitman, entonces profesor de sociología en la Universidad de Tel Aviv. Pasó sus últimos años en una residencia de ancianos en la ciudad costera de Herzliya al norte de Tel Aviv-Jaffa, donde falleció a los 107 años.